# Mary Read

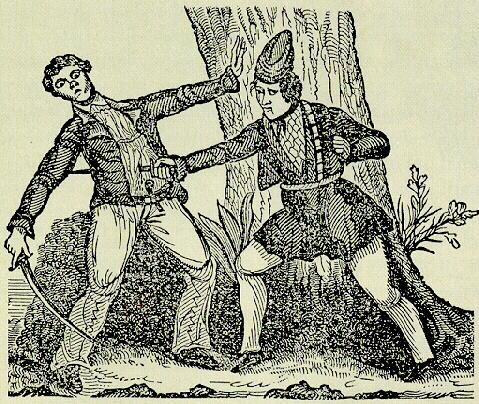
Mary Read, anonymer, 1842 publizierter Holzschnitt

Mary Read (* um 1685 in London, England; † 28. April 1721 in Santiago de la Vega, Jamaika) war eine englische Piratin. Zusammen mit Anne Bonny gingen die beiden als Piraten-Frauenpaar in die Legende ein.

## Leben
Die Hauptquelle ist A General History of the Pyrates: from their first rise and settlement in the island of Providence, to the present time, das Daniel Defoe zugeschrieben wird und 1724 unter dem Pseudonym Captain Charles Johnson herausgegeben wurde. Da es wenig andere Quellen gibt, wird die tatsächliche Existenz im deutschsprachigen Raum oft bezweifelt. Dennoch wird ihre Verurteilung in The Tryals of Captain John Rackam and other Pirates, erhältlich in The National Archives UK, beschrieben.
Mary Read wurde als uneheliches Kind in England geboren. Ihre Mutter war mit einem Matrosen verheiratet, der auf See verschollen war. Infolge einer Affäre wurde sie erneut – mit Mary – schwanger, was sie vor ihren Schwiegereltern verbarg. Als kurz darauf ihr ehelicher Sohn starb, kleidete sie Mary wie den verstorbenen Sohn, um sich die finanzielle Unterstützung der Familie ihres Mannes zu sichern.
Mary arbeitete als Laufbursche und auf einem Schiff. Später trat sie in das britische Militär ein, verliebte sich in einen flämischen Soldaten, heiratete diesen und betrieb mit ihrem Mann das Gasthaus De Drie Hoefijzers (Die drei Hufeisen) in der Nähe des Stadtschlosses Breda in den Niederlanden. Sechs Jahre später, 1716, starb ihr Ehemann. Wieder kleidete sich Mary als Mann und trat in das niederländische Militär ein. Nach dem Kriegsende heuerte sie auf einem nach den Westindischen Inseln segelnden Schiff an.
Dieses Schiff wurde von Piraten gekapert, denen sich Read freiwillig anschloss. Durch eine königliche Amnestie um 1718/1719 wurde sie vom Piraten zum Freibeuter, beteiligte sich aber an einer Meuterei, womit sie ihren legalen Status wieder verlor.

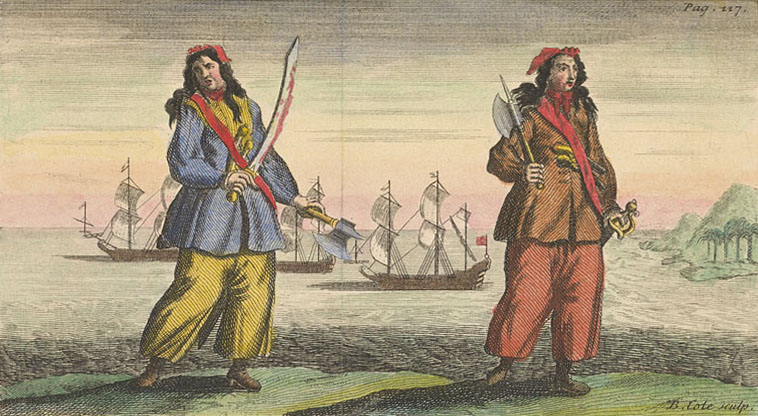
Anne Bonny und Mary Read

Im Jahre 1720 traf Read auf den Piraten Calico Jack Rackham und die Piratin Anne Bonny. Sie heuerte auf ihrem Schiff an, wobei sie sich zunächst als Mann ausgab und „Mark“ nannte.
Der Legende nach verliebten sich Anne und Mary Read ineinander. In Zeichnungen werden die beiden Frauen oft als Paar abgebildet, wenn auch weder Anne noch Mary monogam zu leben schienen. „Sie brauchen sich nicht. Sie wollen sich“, sagt Amanda Cotton, eine britische Künstlerin, über ihre Skulptur von Bonny und Read, deren Aufstellung die britische Regierung allerdings ablehnte. Auch die Historikerin Susan Baker stellte die Vermutung auf, dass es eine lesbische Beziehung zwischen den beiden gab, die sich in Liebe und Sorge füreinander ausdrückte. Der historische Schriftsteller Rictor Norton meint wiederum, die Beweise für die Homosexualität der beiden Frauen seien nicht eindeutig, sie seien „höchstens bisexuell“ gewesen.
Im selben Jahr wurde Rackhams Schiff, die Revenge, von einem englischen Kriegsschiff angegriffen. Zu diesem Zeitpunkt waren sie in Jamaika. Die Schiffsbesatzung – abgesehen von den beiden Frauen – war betrunken und versteckte sich unter Deck. Anne Bonny und Mary Read kämpften alleine. Lange währte ihr Widerstand nicht.
Im November 1720 wurde das Urteil über Rackham, Bonny, Read und die restliche Crew gefällt: Tod durch den Strang. Die Hinrichtung der beiden Frauen wurde aufgeschoben, da sie (angeblich) schwanger waren. Mary Read starb an einem Fieber ein Jahr später, worauf auch ein Eintrag im Bestattungsregister Jamaikas vom 28. April 1721 hinweist.

## Film
- Piratenkapitän Mary, Regie: Umberto Lenzi, Frankreich/Italien 1961